# Nikola Firentinac
Nikola Firentinac, u talijanskoj povijesti umjetnosti znan kao Niccolò Fiorentino, ili Niccolò Di Giovanni Fiorentino (1418. – Šibenik, 1506.), bio je renesansni kipar i arhitekt. Po onom što se danas zna, najvjerojatnije je da je bio toskanskog podrijetla, koji je veći dio svog života proveo je u Dalmaciji.
Za hrvatsku renesansu je značajan, jer je on ustvari donio taj stil iz Toskane i primijenio ga prvi put na kapeli blaženog Ivana (Giovannia Orsinia) u trogirskoj katedrali i Katedrali sv. Jakova u Šibeniku. Gradnju koje je preuzeo nakon smrti Jurja Dalmatinca 1473. On je završio gradnju pobočnih lađa, kupole i projekt krovišta – kamenih svodova. Po nekim povjesničarima umjetnosti Nikola Firentinac izveo je 2/3 katedrale, a Juraj Dalmatinac svega 1/3.

## Životopis
O njegovom ranijem radu i životu u Italiji se sve do nedavno, vrlo malo znalo. Nakon istraživanja američke povjesničarke umjetnosti Anne Marham Schulz (1938.-) i objavljivanja njenog djela  Niccolò di Giovanni Fiorentino and Venetian sculpture of the early Renaissance 1978. (New York State University Press for the College Art Association of America, 1978.) stvari su umnogome postale jasnije. Tako znamo da je isprva radio i učio u Donatellovoj padovanskoj kiparskoj radionici (kasnih 1440-ih (ili početkom 1450-ih), a nakon toga radio je u Veneciji.
Za boravak i rad Nikole Firentinca u Veneciji, Anne Marham Schulz  pronašla je i opipljive dokaze, dokument iz venecijanskog arhiva, po kojem je vidljivo da je 10. srpnja 1462., venecijanski javni bilježnik Bartolomeo Camuzzi, potvrdio da je Nikola Firentinac, živio u župi sv. Marina i plaćao najam kuće pet i pol dukata na godinu. Na osnovu stilske analize Firentinčevog kasnijeg kiparskog opusa iz Dalmacije Anne Marham Schulz, pripisuje sljedeća venecijanska kiparska djela Nikoli Firentincu; Grob dužda Francesca Foscaria (umro 1457.) iz crkve Santa Maria dei Frari, kipove sv. Marka, Gorgone ratnice, Muzike i Retorike sa slavoluka Foscari iz duždeve palače, kipove sv. Kristofora i Uzačašća Marijinog s glavnog portala crkve Madonna dell Orto, grob Orsata Giustiniania (umro 1464.) iz kapele samostanske crkve Santa Andrea della Certosa, grob Vittorea Cappella (umro 1467.) iz crkve Santa Elena, i mali reljef sv. Jeremija iz pustinje iz crkve Santa Maria del Giglio.
Po Anne Marham Schulz, Nikola Firentinac, bio je nakon razdoblja slave kipara Bartolomea Bona i afirmacije Antonia Rizza - prvi venecijanski kipar.
- Nakon toga Nikola Firentinac, spominje su u Trogiru, kada u prosincu 1467. zajedno s kiparom Andrijom Alešijem potpisuje ugovor za izradu skulptorske dekoracije kapele sv. Ivana (Giovannia Orsinia) u trogirskoj katedrali. 16 slobodno stojećih kipova (ukljućujući Krista i dvanaest apostola) i reljef Marijine krunidbe. Zbog toga se godina 1468., drži za stvarni početak renesansnog stila u Dalmaciji. Tada nastaje projekt Nikole Firentinca za gradnju kapele, prvog cjelovitog arhitektonskog djela rane renesanse na istočnoj obali Jadrana. Uz Nikolu Firentinca i Andriju Alešija na izradi kapele bl. Ivana Orsinija radio je i Ivan Duknović.
- 1469. godine Nikola Firentinac i Andrija Aleši rade zajedno u trogirskoj dominikanskoj crkvi grobnicu patricija Subotića.
- 1473. Nikola Firentinac  potpisao je ugovor, ponovno zajedno s Alešijem za dekoraciju pročelja i portala samostanske (augustinci) crkve Sv. Marija na otoku San Niccolo (otočje Tremiti). Cjelokupan rad je dovršen 1473. godine.
- 1475. Nikola nastavlja radove Jurja Dalmatinca na gradnji šibenske katedrale, a 1477. godine preuzima dužnost protomaestra na gradnji šibenske katedrale.
- 1502. preuzeo je posao izrade projekta za crkvu sv. Marije u polju (Šibenik), na tom poslu i nastavku gradnje šibenske katedrale radio je sve do svoje smrti 1506. Nakon smrti Nikole Firentinca, gradnju katedrale su konačno završili Bartolomeo i Giacomo da Mestre.

- U novije vrijeme, pojavljuju se i teze da je Nikola Firentinac bio hrvatskog porijekla, na tome inzistira zadarski povjesničar umjetnosti dr. Emil Hilje, on iznosi tezu da je Nikola bio zapravo sin protomajstora Ivana Kokarića, kao i to da je Firentinac prvo došao u Šibenik 1464. pa tek onda otišao u Trogir (navodno je pronašao materijalne dokaze iz Zadarskog arhiva da je 1464. godine u Šibeniku primio novac za izradu kapele Sv. Sebastijana i Bernardina).[1]